# لویی به
لویی به (فرانسوی: Louis Bès‎; ۲۵ دسامبر ۱۸۹۱ – ۱ ژانویهٔ ۱۹۶۱) دوچرخه‌سوار اهل فرانسه بود.